# Frühe europäische Bauern

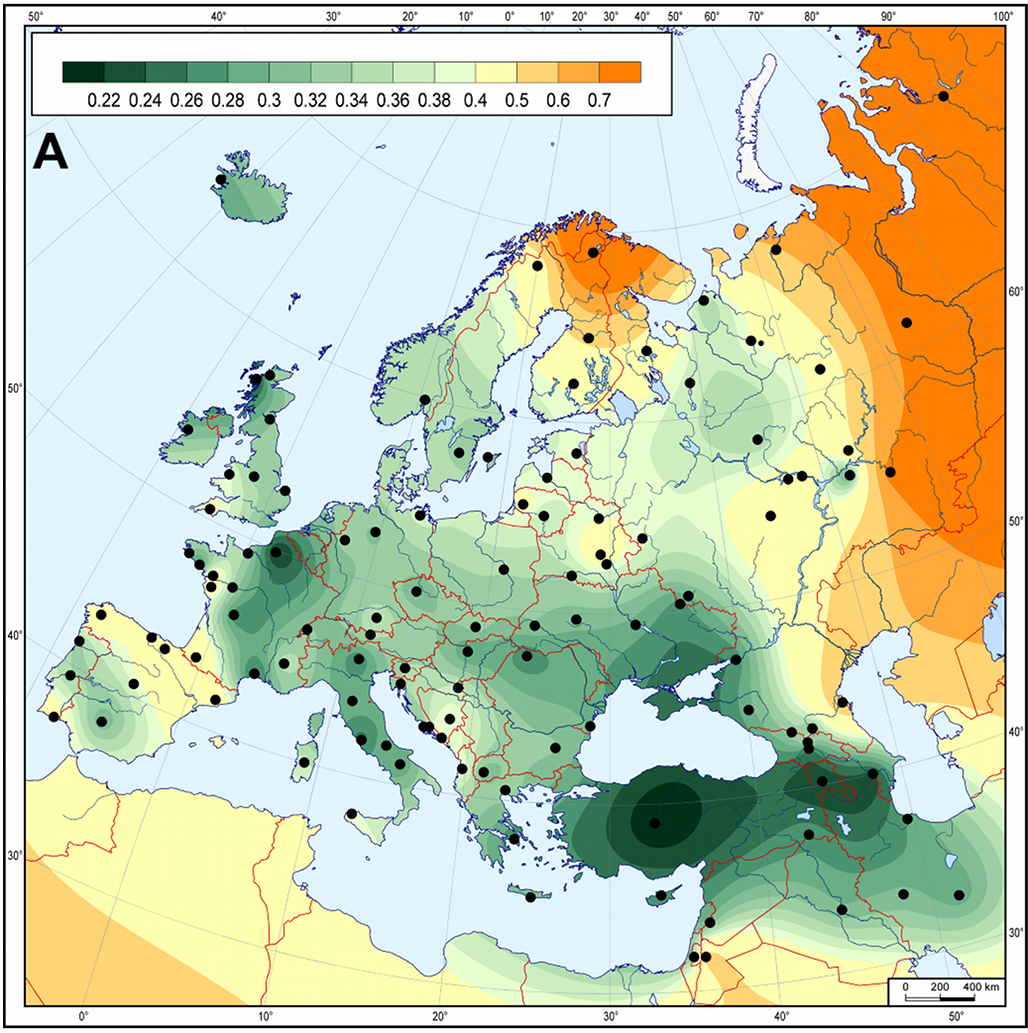
Genetische matrilineare Abstände zwischen europäischen Populationen der neolithischen Linearbandkeramikkultur (5.500-4.900 v. Chr.) und modernen westeurasischen Populationen. Die Färbung zeigt den Grad der Ähnlichkeit der modernen lokalen Bevölkerung(en) mit der neolithischen Stichprobe an: Je grüner die Farbe, desto größer die Ähnlichkeit

Die Frühen europäischen Bauern (englisch: Early European Farmers, EEF) sind eine Bezeichnung für bestimmte Gruppen von frühneolithischen Bauern, die die Landwirtschaft nach Europa und Nordwestafrika (Maghreb) brachten. Obwohl die Verbreitung der Landwirtschaft aus dem Nahen Osten nach Europa schon seit langem durch die Archäologie bekannt ist, haben erst jüngste Fortschritte in der Archäogenetik bestätigt, dass diese Ausbreitung eng mit einer Migration dieser Bauern zusammenhing und nicht nur auf kulturellem Austausch beruhte.
Die europäischen Frühbauern kamen um 7000 v. Chr. aus Kleinasien über Südosteuropa nach Europa, breiteten sich allmählich nach Norden und Westen aus und erreichten über die Iberische Halbinsel Nordwestafrika. Genetische Studien haben bestätigt, dass die frühen europäischen Bauern anatolische neolithische Bauern mit einem geringen genetischen Anteil von westlichen Jägern und Sammlern (Western Hunter-Gatherers, WHGs) sind, wobei es bei der Mischung der beiden Gruppen erhebliche regionale Unterschiede gibt. Europäische Bauern und Jäger und Sammler koexistierten und handelten in einigen Gebieten miteinander, obwohl es Hinweise darauf gibt, dass die Beziehung nicht immer friedlich war. Im Laufe der nächsten etwa 4000 Jahre setzte sich die landwirtschaftliche Lebensweise in Europa durch, und die Jäger und Sammler wurden an den Rand gedrängt.
Während des Chalkolithikums und der frühen Bronzezeit wurden die früheuropäischen Bauernkulturen durch neue Migrationen aus der pontischen Steppe von einer Gruppe überwältigt, die mit den Menschen der Jamnaja-Kultur verwandt war, die von Steppenhirten abstammten und wahrscheinlich indoeuropäische Sprachen sprachen. Auch hier vermischten sich die Populationen. Die EEF-Abstammung ist in den modernen europäischen Populationen weit verbreitet, wobei die EEF-Abstammung bei den Südeuropäern, insbesondere den Sarden und Basken, am höchsten ist.

## Überblick

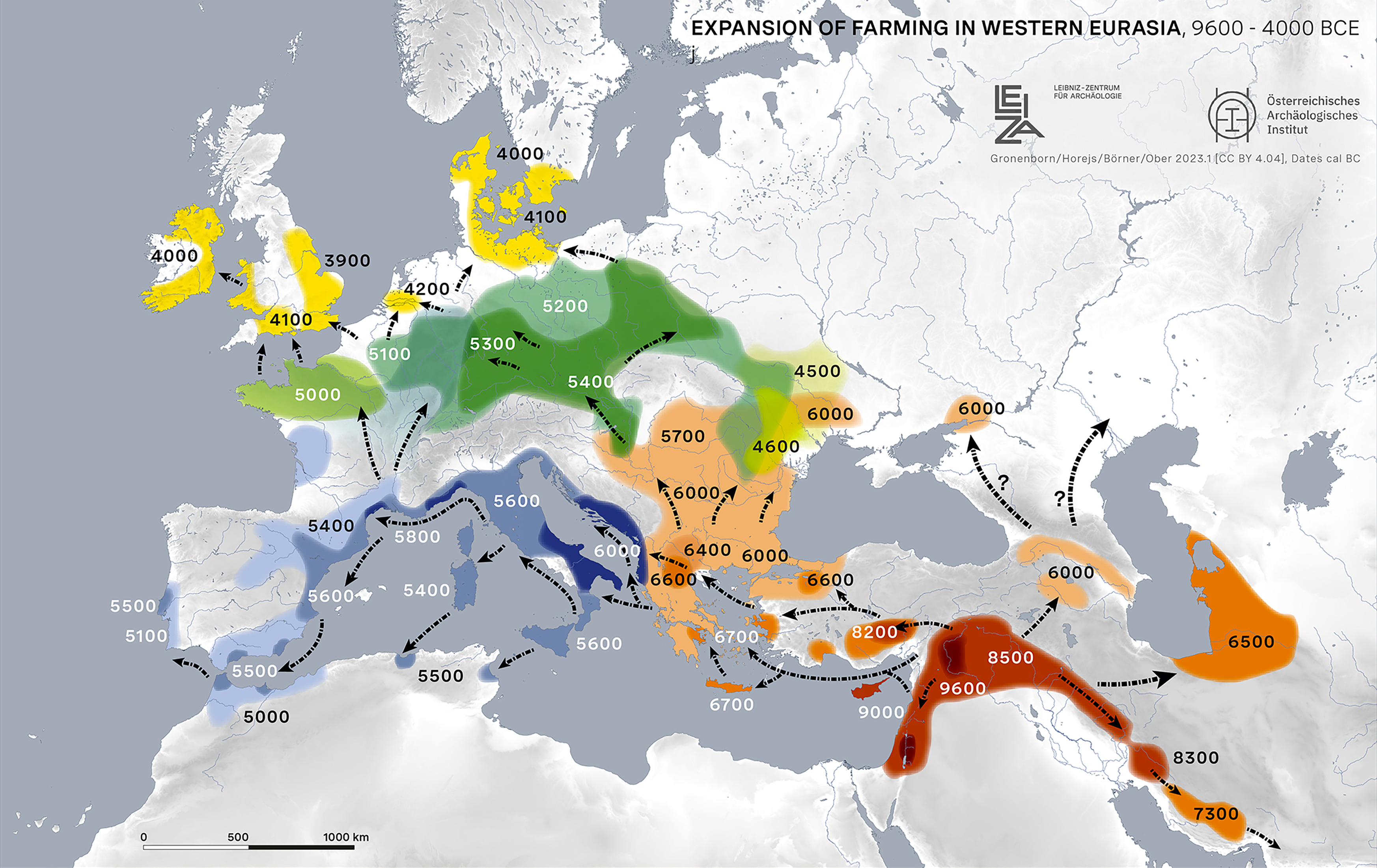
Ausbreitung der Landwirtschaft von Südwestasien nach Europa und Nordwestafrika, zwischen 9600 und 4000 v. Chr.

Die Populationen des anatolischen Neolithikums stammten größtenteils von den anatolischen Jägern und Sammlern (AHG) ab, mit einem geringen Genfluss aus dem Iran/Kaukasus und der Levante, was darauf hindeutet, dass die Landwirtschaft von diesen Jägern und Sammlern an Ort und Stelle übernommen wurde und nicht durch Migration in die Region gelangte. Es wird angenommen, dass sich die Vorfahren der AHGs und EEFs während des letzteiszeitlichen Maximum vor 45.000 bis 26.000 Jahren von den westlichen Jägern und Sammlern (WHGs) und vor 25.000 bis 14.000 Jahren von den kaukasischen Jägern und Sammlern (Caucasus Hunter-Gatherer, CHG) abgespalten haben.
Genetische Studien zeigen, dass die Einführung der Landwirtschaft in Europa im 7. Jahrtausend v. Chr. mit einer Massenwanderung von Menschen aus Nordwestanatolien nach Südosteuropa verbunden war, was dazu führte, dass fast der gesamte (ca. 98 %) Genpool der lokalen Jäger und Sammler auf dem Balkan durch den der anatolischen Bauern ersetzt wurde. Auf dem Balkan scheinen sich die EEF in zwei Flügel geteilt zu haben, die sich weiter westlich in Europa entlang der Donau (Bandkeramikkultur) und im westlichen Mittelmeerraum (Cardial- oder Impressokultur) ausbreiteten. Große Teile Nordeuropas und Osteuropas blieben jedoch von den EEF unbesiedelt.
Die häufigste väterliche Haplogruppe unter den EEFs war die Haplogruppe G2a, während auch die Haplogruppen E1b1 und R1b gefunden wurden. Ihre mütterlichen Haplogruppen bestanden hauptsächlich aus westeurasischen Linien, darunter die Haplogruppen H2, I und T2. Eine beträchtliche Anzahl mitteleuropäischer Landwirte gehörte jedoch der ostasiatischen mütterlichen Linie N9a an, die bei modernen Europäern fast nicht vorkommt, in Ostasien jedoch weit verbreitet ist.
Während des Chalkolithikums und der frühen Bronzezeit wurden die von den EEF abstammenden Kulturen Europas von aufeinander folgenden Invasionen westlicher Steppenhirten (Western Steppe Herders, WSH) aus der pontisch-kaspischen Steppe überwältigt, die zu etwa gleichen Teilen östliche Jäger und Sammler und kaukasische Jäger und Sammler als Vorfahren hatten. Diese Migrationen führten dazu, dass die väterlichen EEF-DNA-Linien in Europa fast vollständig durch väterliche WSH-DNA (hauptsächlich Subkladen von R1b und R1a, die von EHG stammen) ersetzt wurden. Auch die mütterliche EEF-DNA (hauptsächlich Haplogruppe N) wurde weitgehend durch Steppenlinien ersetzt, was darauf hindeutet, dass an den Wanderungen sowohl Männer als auch Frauen aus der Steppe beteiligt waren.
Die EEF-Abstammung ist nach wie vor in ganz Europa weit verbreitet und reicht von etwa 60 % in der Nähe des Mittelmeers (mit einem Spitzenwert von 65 % auf der Insel Sardinien) und geht nach Norden hin auf etwa 10 % in Nordskandinavien zurück. Jüngeren Studien zufolge liegt der höchste EEF-Anteil bei modernen Europäern zwischen 67 % und über 80 % bei modernen Sarden, Italienern, Griechen und Iberern, während der niedrigste EEF-Anteil bei modernen Finnen, Litauern und Letten bei etwa 35–40 % liegt.

## Physisches Erscheinungsbild

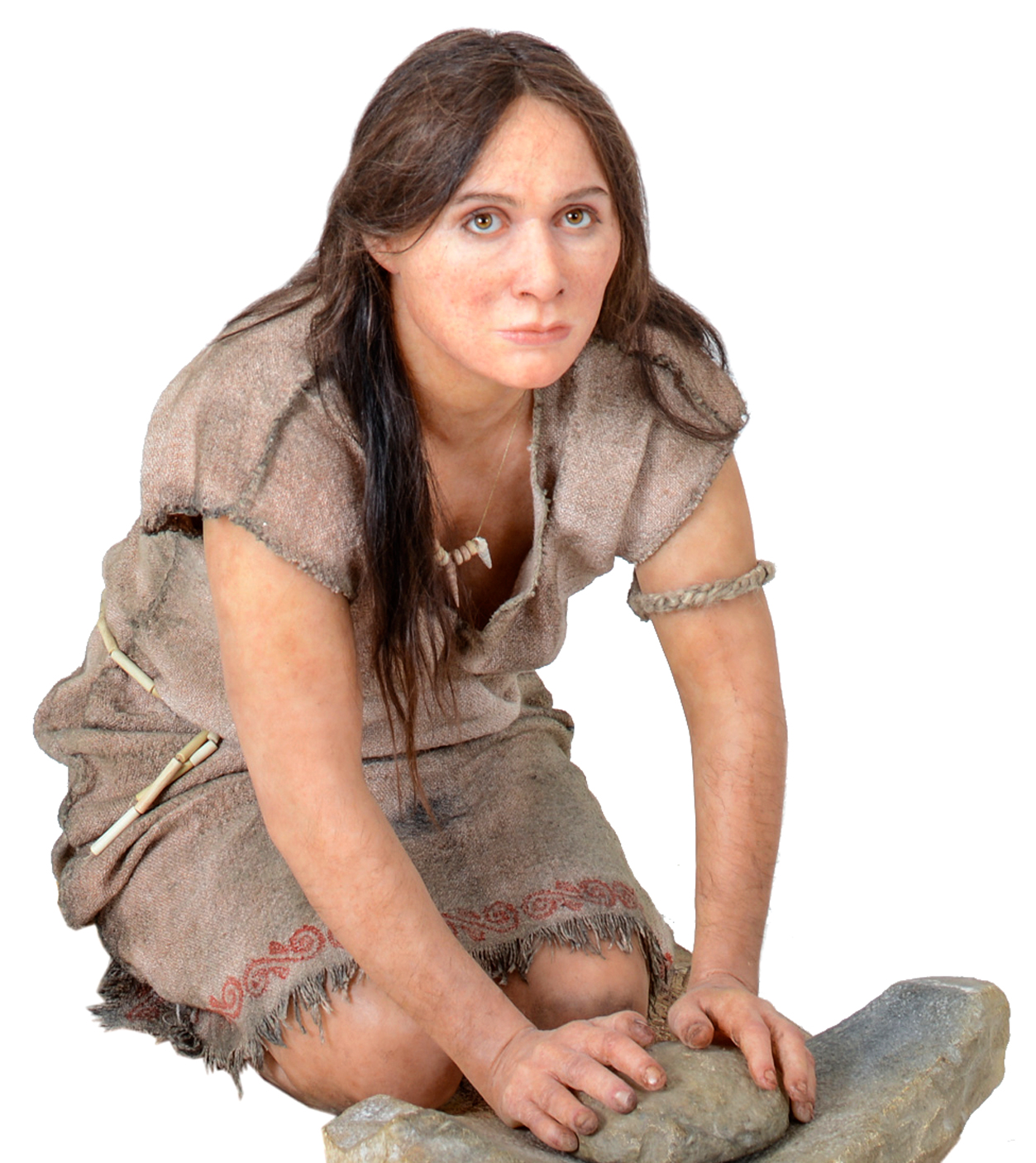
Rekonstruktion eines neolithischen Bauern aus Europa, Museo delle Scienze in Trient

Die europäischen Jäger und Sammler waren viel größer als die EEF, und die Verdrängung der europäischen Jäger und Sammler durch die EEF führte zu einer dramatischen Abnahme der genetischen Körpergröße in ganz Europa. In den späteren Phasen des Neolithikums nahm die Körpergröße der europäischen Bauern zu, wahrscheinlich aufgrund der zunehmenden Vermischung mit Jägern und Sammlern. Während des Spätneolithikums und der Bronzezeit ging eine weitere Verringerung der EEF-Abstammung in Europa aufgrund der Migration von Völkern mit Abstammung aus der Steppe mit einer weiteren Zunahme der Körpergröße einher. Die hohe Häufigkeit der EEF-Abstammung in Südeuropa könnte teilweise die kleinere Körpergröße der Südeuropäer im Vergleich zu den Nordeuropäern erklären, die einen höheren Anteil an Abstammung aus der Steppe aufweisen.
Es wird angenommen, dass die frühen europäischen Bauern meist dunkelhaarig, dunkeläugig und hellhäutig waren, obwohl dunkler als die meisten modernen Europäer. Eine Studie über verschiedene EEF-Überreste in ganz Europa ergab, dass sie eine „mittlere bis helle Hautfarbe“ hatten.